# Vytautas Pakalniškis
Vytautas Pakalniškis (* 27. Mai 1944 in Gegrėnai, Rajongemeinde Plungė) ist ein litauischer Jurist, Professor und Politiker, Justizminister.

## Leben
1972 absolvierte Pakalniškis das Diplomstudium der Rechtswissenschaft an der Universität Vilnius und war anschließend als Assistent tätig. 1978 promovierte er nach der Aspirantur in Moskau zum Kandidaten der Rechtswissenschaften. 
Von 1989 bis 1991 arbeitete er in der Juristischen Abteilung des Obersten Rates der Litauischen SSR bzw. des provisorischen Seimas. Von 1991 bis 1992 war er litauischer Justizminister und stellvertretender Ministerpräsident Litauens. 
1992 war Vytautas Pakalniškis Direktor das Wirtschafts und Privatisierungsinstitutes Litauens. Ab 1993 war er Vorstandsvorsitzender einer Investmentgesellschaft. 
Von 1996 bis 2000 war er Parlamentsabgeordneter im Seimas. Wiederum Justizminister war er in der 8. Regierung von 1996 bis 1999. Seit 1999 ist er Dozent für Bürgerliches Recht, seit 2000 Lehrstuhlinhaber für Bürgerliches und Wirtschaftsrecht. 2001 wurde er zum Vorsitzenden des Senats der Mykolas-Romer-Universität gewählt.